# Валтер V фон Арнщайн
Валтер V фон Арнщайн (на немски: Walter V von Arnstein; * пр. 1219; † между 27 октомври 1268 и 18 март 1272) е граф на Арнщайн при Ашерслебен в Харц.

## Произход
Той е син на граф Албрехт I фон Арнщайн († сл. 1240) и съпругата му Мехтилд фон Бланкенбург-Регенщайн († сл. 1267), незаконна дъщеря на граф Зигфрид II фон Бланкенбург. Внук е на граф Валтер III фон Арнщайн († ок. 1196) и Гертруд фон Баленщет († сл. 1194).

## Фамилия
Валтер V фон Арнщайн се жени за Маргарета фон Кранихфелд († сл. 1290), дъщеря на Фолрад фон Кранихфелд († 1241) и Бия фон Клетенберг († сл. 1241). Те имат децата:
- Албрехт II фон Арнщайн (* 1240; † 1279), граф на Арнщайн, женен за бургграфиня Мехтилд фон Мансфелд-Кверфурт (* 1235; † сл. 1289)
- Валтер († между 25 февруари 1307 и 24 март 1310), провост в Бибра и Св. Себастиан в Магдебург
- Гебхард († сл. 1302), провост в Св. Паули в Халберщат, капитулар в Магдебург

Вдовицата му Маргарета фон Кранихфелд се омъжва втори път за Зигфрид фон Лихтенберг.